# Казаков Олександр Олександрович
Олекса́ндр Олекса́ндрович Казако́в (Козаков) (рос. Александр Александрович Казаков (Козаков); 2 (14) січня 1889, Херсонська губернія — 1 серпня 1919, Двінський Березник, Північна область) — російський і британський льотчик, найефективніший ас-винищувач Імператорського військово-повітряного флоту в період Першої світової війни. Другий льотчик в історії, що застосував повітряний таран і перший, що залишився після тарана живим.

## Біографія
Олександр Казаков народився 2 (14) січня 1889 року в Херсонській губернії, Російська імперія. Походить із дворянського роду.
Закінчив Михайлівський Воронезький кадетський корпус (1906) та Єлисаветградське кавалерійське училище (1908), був випущений корнетом у 12-й уланський Білгородський полк.
У 1911 році підвищений у поручники. 23 січня 1914 року відряджений до Авіаційного відділу Офіцерської повітроплавної школи для навчання польоту. З січня по листопад 1914 року навчався у Військовій авіаційній школі, яку закінчив зі званням «воєнного льотчика».

### Перша світова війна
З грудня 1914 року в армії на фронтах Першої світової війни, молодший льотчик 4-го корпусного авіаційного загону. 18 (31) березня 1915 року в районі садиби Воля-Шидловська на моноплані Morane-Saulnier L здійснив другий після штабскапітана Петра Нестерова повітряний таран, у якому з третьої спроби збив німецький апарат типу «Альбатрос» ударом колесами верхньою площиною. Літак Казакова також почав втрачати швидкість, льотчик плануванням зумів приземлитися, при посадці винищувач перекинувся, але сам Козаков не постраждав. Це була його перша перемога в повітрі. Був нагороджений Золотою зброєю «За хоробрість».
| | За доблесний подвиг 18 березня 1915 року, який висловився в тому, що за власним почином злетів у село Гузов на своєму апараті, погнався за німецьким аеропланом, який проводив розвідку в нашому тилу і скидував бомби на Гузовський аеродром, наздогнав його біля садиби Воля-Шидловська і хоча не встиг перекинути ворога особливим якорем, збив його, з явною небезпекою для апарату ударом апарату о верхню площину ворожого, внаслідок чого було припинення противником розвідки та метання бомб. |
| — Авиаторы — кавалеры ордена Св. Георгия и Георгиевского оружия периода Первой мировой войны 1914—1918 годов | |

3 серпня 1915 року — начальник 19-го корпусного авіаційного загону, штабсротмістр. Першу офіційну перемогу здобув у його лавах 8 (21) грудня 1916 біля міста Луцьк. Поодинці атакував 2 австрійських аероплани «Hansa-Brandenburg C.I». Російський винищувач зміг збити один із розвідників. Австрійський пілот Йохан Кольбі був убитий у повітрі двома кулями, що влучили йому в голову. Спостерігач — оберлейтенант Франц Вейґель спробував самостійно керувати машиною та зазнав травми під час посадки. Козаков був нагороджений орденом Святого Георгія IV ступеня.
| | За те, що, бувши в чині штабсротмістра, 8 грудня 1916 року, вилетів на літаку «Nieuport», типу винищувачів, для переслідування німецьких літаків, що з'являлися над нашим розташуванням, відігнав у районі села Забороль, у 5 верстах до заходу від Луцька, і двома кулями в голову вбив пілота. Апарат, абияк керований легко пораненим спостерігачем австрійським оберлейтенантом, упав у нашому розтушуванні та був захоплений нашими військами. |
| — Авиаторы — кавалеры ордена Св. Георгия и Георгиевского оружия периода Первой мировой войны 1914—1918 годов | |

За іншими даними, перша перемога на чолі 19 као була здобута Казаковим раніше — він збив німецький аероплан при відбитті нальоту ворожої авіації на Двінськ наприкінці червня 1916 року.
З лютого 1917 року — виконувач посади командира 1-ї бойової авіаційної групи Південно-Західного фронту, у березні затверджений на цій посаді, а у квітні підвищений у ротмістри. Ця група стала першим спеціальним винищувальним з'єднанням у російській авіації. Ставши її командиром, Казаков і далі літав на бойові завдання, у червні поранений у руку чотирма кулями в повітряному бою. У вересні 1917 року був проведений у підполковники. З листопада 1917 року — командир 7-го авіаційного дивізіону, а в грудні того ж року на загальних зборах солдат обраний командиром 19-го корпусного авіаційного загону.
За три роки війни Казаков збив особисто 17 і в групових боях ще 15 літаків противника і був визнаний найрезультативнішим російським льотчиком-винищувачем періоду Першої світової війни. У деяких публікаціях зазначається, що він збив 32 літаки особисто, але найімовірніше їх автори об'єднують особисті та групові перемоги Казакова.

### Російська громадянська війна
Казаков не прийняв жовтневий переворот 1917 року й був усунений від командування. Проте навесні 1918 року поставлений на облік як військовий фахівець і попереджений про можливе зарахування до Червоної армії. Не бажаючи служити червоним, у червні 1918 року він таємно поїхав до Мурманська. Коли у серпні 1918 року в Архангельську почалося формування 1-го Слов'яно-Британського авіаційного загону, Казакова призначили його командиром. При цьому він отримав чин лейтенанта Королівських військово-повітряних сил, а решту російських льотчиків-офіцерів (спочатку в загоні було 34 російських пілоти, потім їх кількість збільшилася) були зараховані до рядових рядів.
У Громадянську війну бився на Півночі, разом із військами Північної армії та частинами військ Антанти. У січні 1919 року поранений кулею в груди, багаторазово відзначався в розвідувальних та бомбардувальних вильотах. Навесні 1919 року Казаков був підвищений у майори Королівських Військово-повітряних сил та призначений командиром Двінського авіаційного дивізіону.

1 серпня 1919 року Казаков загинув в авіакатастрофі, розбившись на своєму аеродромі під час авіашоу, яке проводилося для підняття морального духу російських антибільшовицьких військ. На загальну думку очевидців цієї аварії, Казаков заподіяв собі смерть, засмучений евакуацією британських військ із Мурманська, що почалася двома днями раніше. На користь цієї версії свідчать і такі факти, що за кілька днів до цього Казаков відмовився від посади командира Двінського авіаційного дивізіону, а за два дні до загибелі від пропозиції — евакуюватися до Великобританії. Поховали Олександра Казакова на цвинтарі біля церкви (є витяг із церковної книги та дві фотографії похорону) у селі Двінський Березник за 250 кілометрів на південь від Архангельська. На могилі поставили надгробок із двох перехрещених пропелерів, а на білій дошці вивели напис:
Льотчик Козаков. Збив 17 німецьких літаків. Мир праху твоєму, герой Росії.

## Нагороди

### Російська імперія
- Орден Святого Станіслава III ступеня (18 серпня 1913 року)
- Орден Святої Анни III ступеня (2 квітня 1915 року)
- Золота зброя «За хоробрість» (28 липня 1915 року)
- Орден Святої Анни IV ступеня з написом «За хоробрість» (27 січня 1916 року)
- Орден Святого Станіслава II ступеня з мечами (4 липня 1916 року)
- Орден Святого Володимира IV ступеня з мечами та бантом (7 вересня 1916 року)
- Орден Святої Анни II ступеня з мечами (21 квітня 1917 року)
- Орден Святого Георгія IV ступеня (31 липня 1917 року)

### Австро-Угорщина
- Ювілейний хрест (2 грудня 1908)

### Велика Британія
- Орден «За видатні заслуги» (1918)
- Воєнний Хрест (1919)
- Хрест «За видатні льотні заслуги» (20 березня 1919)

### Франція
- Орден Почесного легіону
- Воєнний хрест (1914—1918)